# Kościół św. Marcina w Sobieszowie
Kościół św. Marcina – kościół katolicki w dzielnicy Jeleniej Góry, Sobieszowie. 
Wzniesiony na wypłaszczeniu stoku nad potokiem Wrzosówka, ponad centrum dawnej wsi Sobieszów.

## Historia
Murowany, kryty dachem dwuspadowym, bezwieżowy. Pochodzi z ok. 1305 roku, pierwotnie nosił wezwanie św. Barbary. W 1520 r. został przejęty przez protestantów, którzy przebudowali go w duchu renesansowym. W 1654 r. na fali kontrreformacji wrócił w ręce katolików, którzy na nowego patrona świątyni obrali św. Marcina. W latach 1778–1782 z inicjatywy hrabiego Johanna Nepomuka Schaffgotscha kościół został przebudowany przez cystersów w stylu barokowym. Z tego okresu zachowały się elementy wyposażenia, m.in. drewniana chrzcielnica i ambona. Witraże pochodzą z r. 1921.

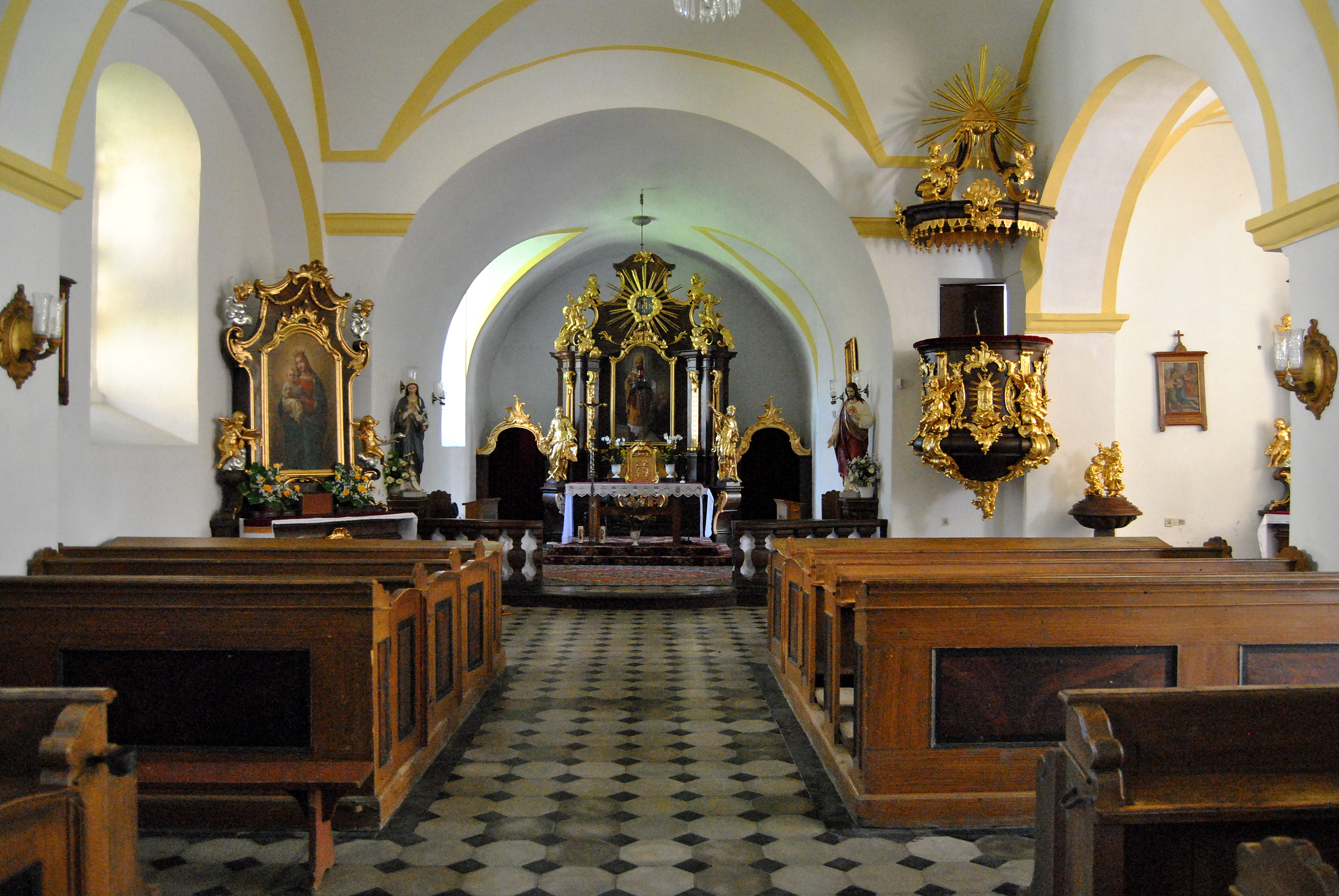
Wnętrze świątyni
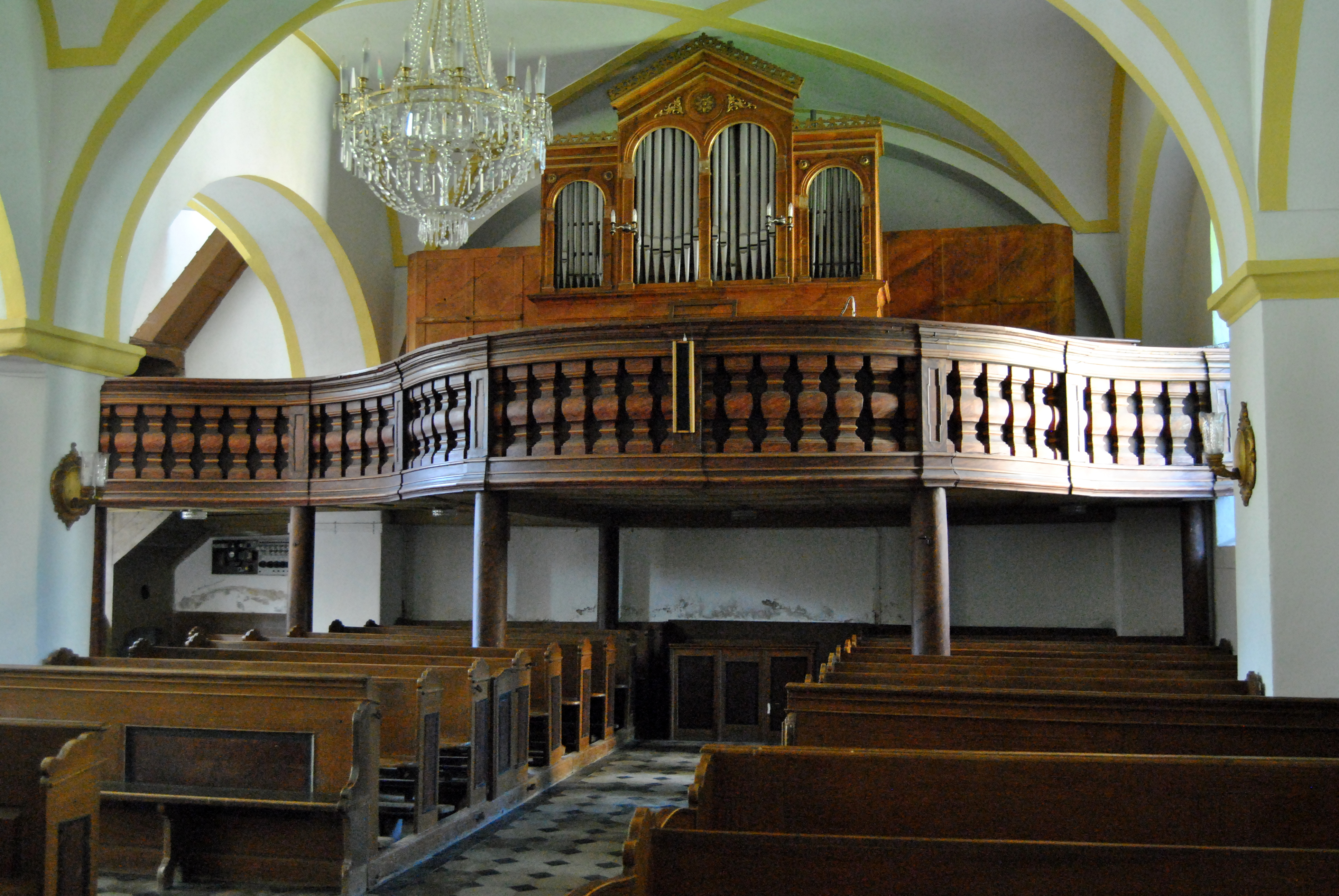
Empora organowa

## Otoczenie
Kościół jest otoczony murem, wewnątrz którego znajdował się dawny cmentarz oraz wolno stojąca dzwonnica, zbudowana prawdopodobnie w końcu XVI w. Dzwonnica została gruntownie przebudowana w latach 1647-1653. W roku 1728 otrzymała nowy zegar, wykonany przez mistrza Georga Klosego. Dzwon na wieży wykonany został ze spiżu pochodzącego ze starej armaty z zamku Chojnik.